# Campionati del mondo di ciclismo
I campionati del mondo di ciclismo (ufficialmente UCI Cycling World Championships) sono una manifestazione organizzata dall'UCI che si svolge ogni 4 anni nell'annata precedente ai Giochi olimpici estivi e che unisce in un unico evento i diversi campionati del mondo delle discipline ciclistiche come ciclismo su strada, ciclismo su pista o mountain bike, includendo anche i campionati del mondo di paraciclismo.
L'edizione inaugurale si è svolta dal 3 al 13 agosto 2023 a Glasgow e in altri luoghi vicini, in Scozia, mentre l'edizione 2027 (che includerà anche i campionati del mondo di ciclismo gravel) si svolgerà nel dipartimento francese dell'Alta Savoia.

## Campionati e sedi delle edizioni
L'edizione inaugurale del 2023 ha incluso i campionati del mondo di 13 discipline diverse ed è stato il più grande evento ciclistico di sempre.
L'edizione 2027 sulle Alpi Francesi invece includerà anche i campionati di gravel e discipline minori, alzando il numero dei mondiali unificati a 19.

### Campionati
| Campionati                                     |
| ---------------------------------------------- |
| Campionati del mondo di ciclismo su strada     |
| Campionati del mondo di paraciclismo su strada |
| Campionati del mondo di ciclismo su pista      |
| Campionati del mondo di paraciclismo su pista  |
| Campionati del mondo di mountain bike marathon |
| Campionati del mondo di mountain bike          |
| Campionati del mondo di bike trial             |
| Campionati del mondo di BMX freestyle flatland |
| Campionati del mondo di BMX freestyle park     |
| Campionati del mondo di BMX                    |
| Campionati del mondo di ciclismo indoor        |
| Campionati del mondo di ciclismo Gran Fondo    |
| Campionati del mondo di ciclismo gravel        |

### Edizioni
| Anno | Paese       | Luogo       |
| ---- | ----------- | ----------- |
| 2023 | Regno Unito | Glasgow     |
| 2027 | Francia     | Alta Savoia |

## Medagliere
Aggiornato all'edizione 2023
| Pos.   | Paese             | Oro | Argento | Bronzo | Totale |
| ------ | ----------------- | --- | ------- | ------ | ------ |
| 1      | Gran Bretagna     | 47  | 23      | 30     | 100    |
| 2      | Francia           | 26  | 28      | 25     | 79     |
| 3      | Paesi Bassi       | 20  | 15      | 3      | 38     |
| 4      | Germania          | 19  | 19      | 15     | 53     |
| 5      | Stati Uniti       | 15  | 9       | 13     | 37     |
| 6      | Belgio            | 10  | 8       | 11     | 29     |
| 7      | Svizzera          | 9   | 9       | 7      | 25     |
| 8      | Cina              | 8   | 12      | 11     | 31     |
| 9      | Nuova Zelanda     | 8   | 8       | 15     | 31     |
| 10     | Australia         | 7   | 21      | 10     | 38     |
| 11     | Spagna            | 7   | 10      | 5      | 22     |
| 12     | Italia            | 7   | 9       | 14     | 30     |
| 13     | Danimarca         | 4   | 2       | 5      | 11     |
| 14     | Canada            | 3   | 7       | 9      | 19     |
| 15     | Giappone          | 3   | 6       | 6      | 15     |
| 16     | Norvegia          | 3   | 3       | 2      | 8      |
| 17     | Austria           | 2   | 3       | 9      | 14     |
| 18     | Irlanda           | 2   | 3       | 6      | 11     |
| 19     | Polonia           | 2   | 2       | 2      | 6      |
| 20     | Ucraina           | 2   | 2       | 0      | 4      |
| 21     | Rep. Ceca         | 2   | 1       | 0      | 3      |
| 22     | Israele           | 2   | 0       | 0      | 2      |
| 22     | Lettonia          | 2   | 0       | 0      | 2      |
| 24     | Brasile           | 1   | 3       | 3      | 7      |
| 25     | Colombia          | 1   | 2       | 2      | 5      |
| 26     | Portogallo        | 1   | 2       | 0      | 3      |
| 27     | Argentina         | 1   | 1       | 0      | 2      |
| 27     | Sudafrica         | 1   | 1       | 0      | 2      |
| 29     | Svezia            | 1   | 0       | 1      | 2      |
| 30     | Kazakistan        | 1   | 0       | 0      | 1      |
| 30     | Liechtenstein     | 1   | 0       | 0      | 1      |
| 30     | Lussemburgo       | 1   | 0       | 0      | 1      |
| 30     | Ungheria          | 1   | 0       | 0      | 1      |
| 34     | Slovacchia        | 0   | 2       | 2      | 4      |
| 35     | Corea del Sud     | 0   | 2       | 0      | 2      |
| 35     | Thailandia        | 0   | 2       | 0      | 2      |
| 37     | Cile              | 0   | 1       | 0      | 1      |
| 37     | Trinidad e Tobago | 0   | 1       | 0      | 1      |
| 37     | Venezuela         | 0   | 1       | 0      | 1      |
| 40     | Slovenia          | 0   | 0       | 4      | 4      |
| 41     | Costa Rica        | 0   | 0       | 1      | 1      |
| 41     | Ecuador           | 0   | 0       | 1      | 1      |
| 41     | Finlandia         | 0   | 0       | 1      | 1      |
| 41     | Hong Kong         | 0   | 0       | 1      | 1      |
| 41     | Malaysia          | 0   | 0       | 1      | 1      |
| Totale | Totale            | 220 | 218     | 215    | 653    |